# Prochora lycosiformis
Espèce
Synonymes
- Agroeca lycosiformis O. Pickard-Cambridge, 1872
- Liocranum fasciatum Simon, 1873

 Prochora lycosiformis est une espèce d'araignées aranéomorphes de la famille des Miturgidae.

## Distribution
Cette espèce se rencontre en Israël, en Irak, en Iran, en Algérie et en Italie.

## Description
Le mâle mesure 7,9 mm et la femelle 9,5 mm.

## Systématique et taxinomie
Cette espèce a été décrite sous le protonyme Agroeca lycosiformis par O. Pickard-Cambridge en 1872. Elle est placée dans le genre Prochora par Simon en 1886.

## Publication originale
- O. Pickard-Cambridge, 1872 : « General list of the spiders of Palestine and Syria, with descriptions of numerous new species, and characters of two new genera. » Proceedings of the Zoological Society of London, vol. 1872, p. 212-354 (texte intégral).